# Tudor Dumitrescu
Pour les articles homonymes, voir Dumitrescu.
Tudor Dumitrescu, né le 6 décembre 1957 et mort le 4 mars 1977 lors du séisme de Vrancea, est un pianiste et compositeur roumain. Il a étudié la musique dès l’âge de quatre ans avec son père, le compositeur Gheorghe Dumitrescu (ro) (1914-1996).
Au conservatoire de Bucarest, Cella Delavrancea et Dan Grigore ont été ses professeurs.

## Œuvres
Tudor Dumitrescu a écrit pour le piano, des chansons, une pièce pour violoncelle solo, un sextet pour cor et cordes.

## Hommage
Le concours de piano Tudor Dumitrescu a été créé à Bucarest en décembre 1988.